# 東京モーターショー
東京モーターショー（とうきょうモーターショー、英:Tokyo Motor Show）は、自動車の最新技術やデザイン関する情報を紹介する、日本自動車工業会（JAMA）主催の日本の見本市。略称はTMS、東モ。2019年の第46回が最後の開催となり、2023年からは後継となるJAPAN MOBILITY SHOWが開催されている。

## 概要

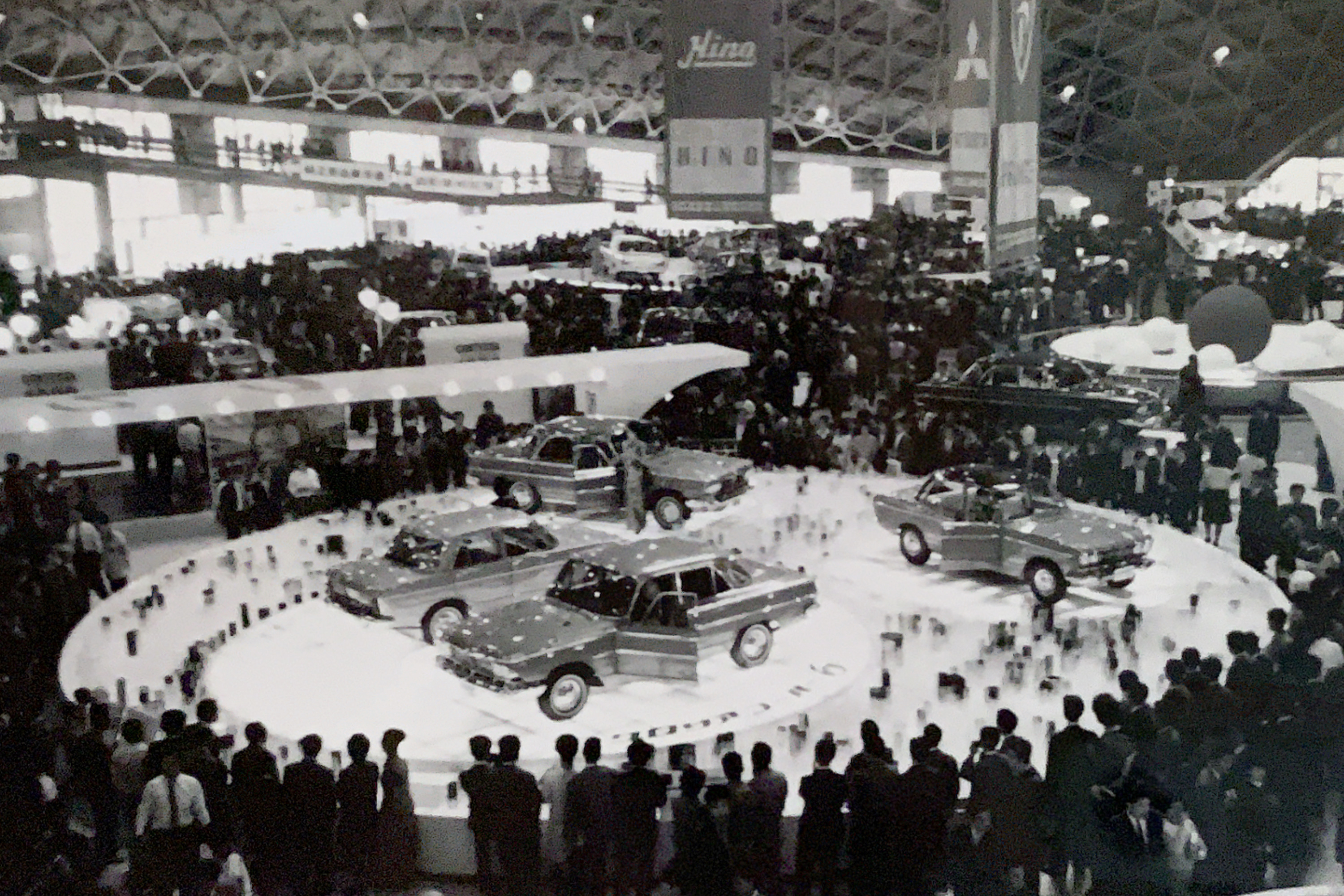
東京モーターショー会場の模様
（1964年・東京国際見本市会場）

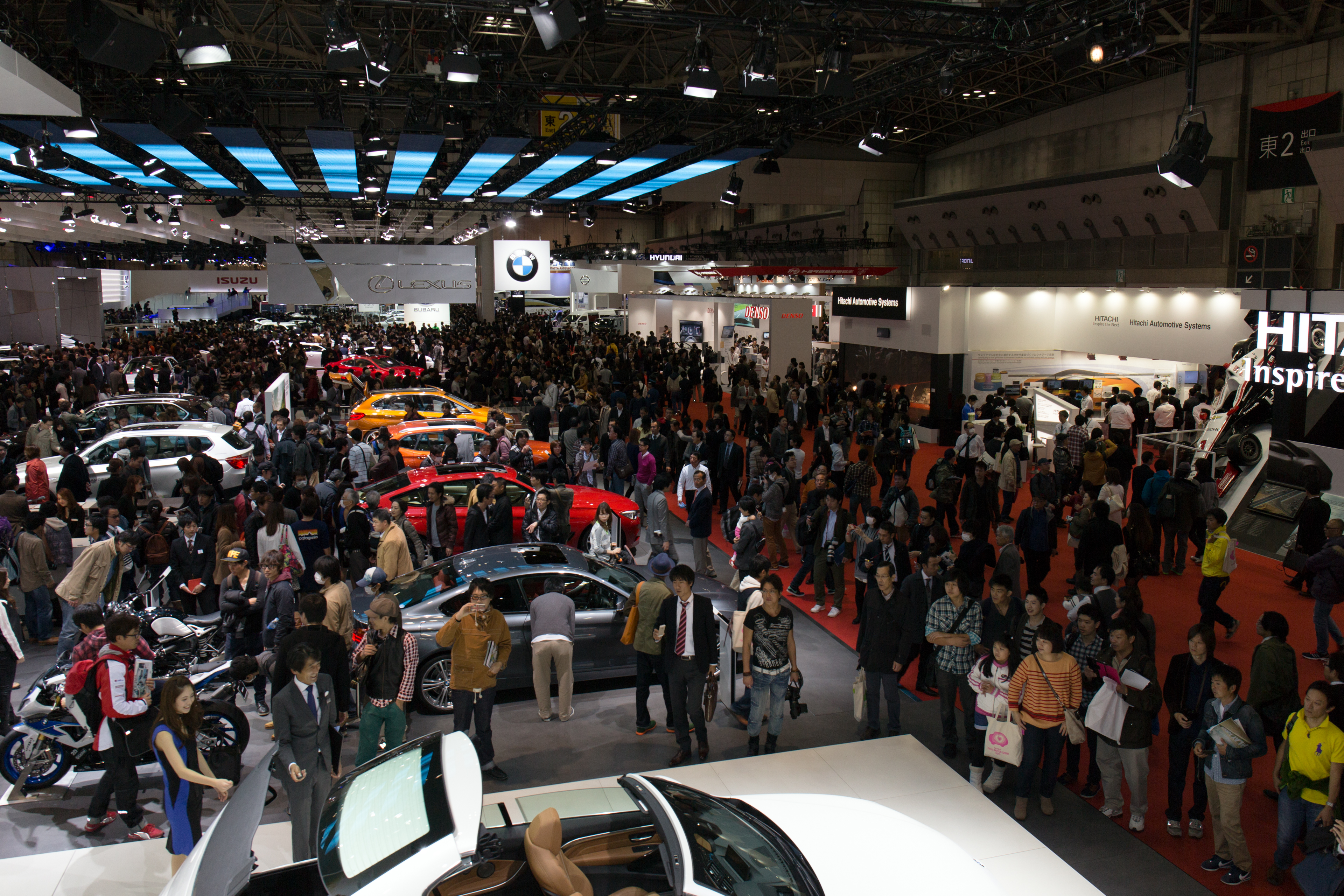
東京モーターショー会場の模様
（2013年・東京ビッグサイト）

東京モーターショーは、国際モーターショーのひとつであり、フランクフルトモーターショー（ドイツ）、パリサロン（フランス）、ジュネーヴ・モーターショー（スイス）、北米国際オートショー（アメリカ合衆国）と並ぶ世界5大モーターショーの一つ。
1954年に「全日本自動車ショウ」という名称で開催され、第11回（1964年）から国際モーターショーを目指す方針により、英文表記と同じ「東京モーターショー」に改称した。第20回（1973年）までは毎年開催されたが、1974年の開催がオイルショックの影響で中止になり、第21回（1975年）以降はパリサロンと交互開催方式となる隔年開催となった。
第33回（1999年）より、乗用車・二輪車と商用車を分離し、奇数年に「乗用車・二輪車ショー」、偶数年に「商用車ショー」を交互に開催したが、2006年は商用車ショーを開催せず、第40回（2007年）より再び乗用車、商用車、二輪車を統合した総合モーターショーとなった。
開催期間は、東京国際見本市会場（晴海）に会場が移った第6回（1959年）以降、幕張メッセに移っても原則10月下旬から11月上旬の約2週間だったが、東京国際展示場に会場を変更した第42回（2011年）は、会場のスケジュールの都合上、12月上旬開催、会期は10日間となった。第44回（2015年）は、6年ぶりに10月下旬から11月上旬に戻った。
2021年は新型コロナウイルス感染症の流行の影響を受け、同年4月に開催中止が決定した。主催者ではオンライン開催の形も模索したものの、「二輪、軽自動車、大型車、乗用車など、他のインダストリーのモビリティを含め、日本にはいろんな会社がございますので、ぜひともそのあたりをリアルに見ていただくことにこだわらせていただきたい」との理由で、リアルにこだわるがゆえの開催中止であるとしている。奇数年で東京モーターショーが行われないのは1953年以来68年ぶりとなる。なお、日本自動車工業会の豊田章男会長は「次回はさらに進化した、『東京モビリティショー』としてお届けしたい」とも語っており、従来の「東京モーターショー」の名称での開催は2019年が最後となることも示唆した。2022年11月17日、豊田会長は会見上において、2023年秋に開催される予定の東京モーターショーの名称を「JAPAN MOBILITY SHOW」に改めると発表した。

### 入場者数の推移
バブル景気終了直後の第29回（1991年（平成3年））に200万人を超えたのをピークに、第40回（2007年（平成19年））まで入場者数は延べ約140万人程度で推移してきた。
第41回（2009年）は、2008年（平成20年）に発生したリーマン・ショックや世界金融危機、アメリカ車大手（ビッグスリー）の業績不振から、海外メーカーが出展を見合わせて出展者数が前回の約半分へ落ち込み、入場者数は第40回から約43%減の61万4400人となった。
第42回（2011年（平成23年））は、東京国際展示場での開催による来場者の利便性向上、平日20時までの開場、臨海副都心を挙げての盛り上げなど、各種施策が功を奏し、1日あたりの入場者数は第40回の水準に戻った。
第46回（2019年（令和元年））は12日間の会期中に130万900人が来場し、12年ぶりに100万人の大台を突破した(ただし2019年は無料エリアを含む入場者で集計されており、これ以前の入場者数とは集計方法が異なる可能性がある点は注意が必要。)。
2019年には東京オートサロンの主催が、2018年に行われた東京オートサロンにて色々な種類の賞を受賞した車両や、レーシングドライバー・川畑真人が2019年に使用する車両の展示のため、東京オートサロンブースが開かれ、その向かい側には日本スーパーカー協会が複数台のフェラーリやランボルギーニ、アストンマーティンなどのスーパーカーを展示するブースも設けられた。

## 実績
| 回数   | 会期                                  | 開催日数 | 会場                                | 出品社数 | 出品車数 | 入場者数                   | 備考 |
| ------ | ------------------------------------- | -------- | ----------------------------------- | -------- | -------- | -------------------------- | --- |
| 第1回  | 1954年（昭和29年）4月20日 - 29日      | 10日間   | 日比谷公園内広場 （東京都千代田区） | 254社    | 267台    | 54万7,000人                | 「全日本自動車ショウ」（第10回まで）                                                                            |
| 第2回  | 1955年（昭和30年）5月7日 - 16日       | 10日間   | 日比谷公園内広場 （東京都千代田区） | 232社    | 191台    | 78万4,800人                | |
| 第3回  | 1956年（昭和31年）4月20日 - 29日      | 10日間   | 日比谷公園内広場 （東京都千代田区） | 267社    | 247台    | 59万8,300人                | |
| 第4回  | 1957年（昭和32年）5月9日 - 19日       | 11日間   | 日比谷公園内広場 （東京都千代田区） | 278社    | 268台    | 52万7,200人                | |
| 第5回  | 1958年（昭和33年）10月10日 - 20日     | 11日間   | 後楽園競輪場 （東京都文京区）       | 302社    | 256台    | 51万9,400人                | |
| 第6回  | 1959年（昭和34年）10月24日 - 11月4日  | 12日間   | 東京国際見本市会場 （東京都中央区） | 303社    | 317台    | 65万3,000人                | |
| 第7回  | 1960年（昭和35年）10月25日 - 11月7日  | 14日間   | 東京国際見本市会場 （東京都中央区） | 294社    | 358台    | 81万2,400人                | |
| 第8回  | 1961年（昭和36年）10月25日 - 11月7日  | 14日間   | 東京国際見本市会場 （東京都中央区） | 303社    | 375台    | 95万2,100人                | |
| 第9回  | 1962年（昭和37年）10月25日 - 11月7日  | 14日間   | 東京国際見本市会場 （東京都中央区） | 284社    | 410台    | 104万9,100人               | |
| 第10回 | 1963年（昭和38年）10月26日 - 11月10日 | 16日間   | 東京国際見本市会場 （東京都中央区） | 287社    | 441台    | 121万6,900人               | |
| 第11回 | 1964年（昭和39年）9月26日 - 10月9日   | 14日間   | 東京国際見本市会場 （東京都中央区） | 274社    | 598台    | 116万1,000人               | 「東京モーターショー」に改称                                                                                    |
| 第12回 | 1965年（昭和40年）10月29日 - 11月1日  | 4日間    | 東京国際見本市会場 （東京都中央区） | 243社    | 642台    | 146万5,800人               | |
| 第13回 | 1966年（昭和41年）10月26日 - 11月8日  | 14日間   | 東京国際見本市会場 （東京都中央区） | 245社    | 732台    | 150万2,300人               | |
| 第14回 | 1967年（昭和42年）10月26日 - 11月8日  | 14日間   | 東京国際見本市会場 （東京都中央区） | 235社    | 655台    | 140万2,500人               | |
| 第15回 | 1968年（昭和43年）10月26日 - 11月11日 | 17日間   | 東京国際見本市会場 （東京都中央区） | 246社    | 723台    | 151万1,600人               | |
| 第16回 | 1969年（昭和44年）10月24日 - 11月6日  | 14日間   | 東京国際見本市会場 （東京都中央区） | 256社    | 722台    | 152万3,500人               | 入場料金は一般200円、小・中学生100円                                                                            |
| 第17回 | 1970年（昭和45年）10月30日 - 11月12日 | 14日間   | 東京国際見本市会場 （東京都中央区） | 274社    | 792台    | 145万2,900人               | |
| 第18回 | 1971年（昭和46年）10月29日 - 11月11日 | 14日間   | 東京国際見本市会場 （東京都中央区） | 267社    | 755台    | 135万1,500人               | |
| 第19回 | 1972年（昭和47年）10月23日 - 11月5日  | 14日間   | 東京国際見本市会場 （東京都中央区） | 218社    | 559台    | 126万1,400人               | |
| 第20回 | 1973年（昭和48年）10月30日 - 11月12日 | 14日間   | 東京国際見本市会場 （東京都中央区） | 215社    | 690台    | 122万3,000人               | |
| 第21回 | 1975年（昭和50年）10月31日 - 11月10日 | 11日間   | 東京国際見本市会場 （東京都中央区） | 165社    | 626台    | 98万1,400人                | |
| 第22回 | 1977年（昭和52年）10月28日 - 11月7日  | 11日間   | 東京国際見本市会場 （東京都中央区） | 203社    | 704台    | 99万2,100人                | |
| 第23回 | 1979年（昭和54年）11月1日 - 11月12日  | 12日間   | 東京国際見本市会場 （東京都中央区） | 184社    | 800台    | 100万3,100人               | |
| 第24回 | 1981年（昭和56年）10月30日 - 11月10日 | 12日間   | 東京国際見本市会場 （東京都中央区） | 209社    | 849台    | 111万4,200人               | |
| 第25回 | 1983年（昭和58年）10月28日 - 11月8日  | 12日間   | 東京国際見本市会場 （東京都中央区） | 224社    | 945台    | 120万400人                 | |
| 第26回 | 1985年（昭和60年）10月31日 - 11月11日 | 12日間   | 東京国際見本市会場 （東京都中央区） | 262社    | 1,032台  | 129万1,500人               | |
| 第27回 | 1987年（昭和62年）10月29日 - 11月9日  | 12日間   | 東京国際見本市会場 （東京都中央区） | 280社    | 960台    | 129万7,200人               | |
| 第28回 | 1989年（平成元年）10月26日 - 11月6日  | 12日間   | 幕張メッセ （千葉県千葉市）         | 349社    | 818台    | 192万4,200人               | |
| 第29回 | 1991年（平成3年）10月25日 - 11月8日   | 15日間   | 幕張メッセ （千葉県千葉市）         | 352社    | 783台    | 201万8,500人               | |
| 第30回 | 1993年（平成5年）10月22日 - 11月5日   | 15日間   | 幕張メッセ （千葉県千葉市）         | 352社    | 770台    | 181万600人                 | |
| 第31回 | 1995年（平成7年）10月27日 - 11月8日   | 13日間   | 幕張メッセ （千葉県千葉市）         | 361社    | 787台    | 152万3,300人               | |
| 第32回 | 1997年（平成9年）10月25日 - 11月5日   | 12日間   | 幕張メッセ （千葉県千葉市）         | 337社    | 771台    | 151万5,400人               | |
| 第33回 | 1999年（平成11年）10月23日 - 11月3日  | 12日間   | 幕張メッセ （千葉県千葉市）         | 294社    | 757台    | 138万6,400人               | 乗用車・二輪車ショー                                                                                            |
| 第34回 | 2000年（平成12年）11月1日 - 4日       | 4日間    | 幕張メッセ （千葉県千葉市）         | 133社    | 251台    | 17万7,900人                | 商用車ショー |
| 第35回 | 2001年（平成13年）10月27日 - 11月7日  | 12日間   | 幕張メッセ （千葉県千葉市）         | 281社    | 709台    | 127万6,900人               | 乗用車・二輪車ショー                                                                                            |
| 第36回 | 2002年（平成14年）10月30日 - 11月3日  | 5日間    | 幕張メッセ （千葉県千葉市）         | 110社    | 224台    | 21万1,100人                | 商用車ショー |
| 第37回 | 2003年（平成15年）10月25日 - 11月5日  | 11日間   | 幕張メッセ （千葉県千葉市）         | 268社    | 612台    | 142万400人                 | 乗用車・二輪車ショー                                                                                            |
| 第38回 | 2004年（平成16年）11月3日 - 7日       | 5日間    | 幕張メッセ （千葉県千葉市）         | 113社    | 206台    | 24万8,600人                | 商用車ショー |
| 第39回 | 2005年（平成17年）10月22日 - 11月6日  | 16日間   | 幕張メッセ （千葉県千葉市）         | 239社    | 571台    | 151万2,100人               | 乗用車・二輪車ショー テーマ：“Driving Tomorrow!” from Tokyo みんながココロに描いてる、くるまのすべてに新提案。  |
| 第40回 | 2007年（平成19年）10月26日 - 11月11日 | 17日間   | 幕張メッセ （千葉県千葉市）         | 241社    | 542台    | 142万5,800人               | テーマ：Catch the News, Touch the Future. “世界に、未来に、ニュースです。”                                      |
| 第41回 | 2009年（平成21年）10月23日 - 11月4日  | 13日間   | 幕張メッセ （千葉県千葉市）         | 122社    | 261台    | 61万4,400人                | テーマ：Fun Driving for Us, Eco Driving for Earth クルマを楽しむ、地球と楽しむ。 展示面積は22,594平方メートル。 |
| 第42回 | 2011年（平成23年）12月2日 - 11日      | 10日間   | 東京ビッグサイト （東京都江東区）   | 174社    | 402台    | 84万2,600人                | テーマ：“Mobility can change the world.” 世界はクルマで変えられる。                                             |
| 第43回 | 2013年（平成25年）11月22日 - 12月1日  | 10日間   | 東京ビッグサイト （東京都江東区）   | 178社    | 426台    | 90万2,800人                | テーマ：“Compete! And shape a new future.” 世界にまだない未来を競え。                                           |
| 第44回 | 2015年（平成27年）10月29日 - 11月8日  | 11日間   | 東京ビッグサイト （東京都江東区）   | 160社    | 417台    | 81万2,500人                | テーマ：“Your heart will race.” きっと、あなたのココロが走り出す。                                              |
| 第45回 | 2017年（平成29年）10月27日 - 11月5日  | 10日間   | 東京ビッグサイト （東京都江東区）   | 153社    | 380台    | 77万1,200人                | テーマ：“BEYOND THE MOTOR” 世界を、ここから動かそう。                                                           |
| 第46回 | 2019年（令和元年）10月24日 - 11月4日  | 12日間   | 東京ビッグサイト （東京都江東区）   | 192社    |          | 130万900人(無料エリア含む) | テーマ：OPEN FUTURE 東館が使用出来ない影響で、有明エリアと青海エリアに分かれて開催。                            |
| 第47回 | 2021年（令和3年）                     | 0日間    | 開催中止                            | 0社      | 0台      | -                          | 新型コロナウイルス感染症拡大の影響で完全中止。オンライン開催もなし。                                            |
| 第48回 | 2023年（令和5年）10月26日 - 11月5日   | 11日間   | 東京ビッグサイト（東京都江東区）    | 475社    |          | 111万2000人                | 「JAPAN MOBILITY SHOW」に改称。 テーマ：乗りたい未来を、探しに行こう！                                          |

## 備考
- 第1回開催の前年にはプレイベントともいえる「自動車産業展示会」が開催された。期間は1953年5月14日 - 17日で、会場は上野恩賜公園であった[30]。
- 日比谷公園会場（第1回 - 第4回）の面積は4,389平方メートルであり、東京ビッグサイトでの展示面積34,919平方メートルと比べると約8分の1の広さであった。
- 第5回は地下鉄丸ノ内線および日比谷地下駐車場の建設工事のため日比谷公園が使用できず、後楽園球場に隣接する後楽園競輪場インフィールドにて開催された。
- 第6回からは晴海の東京国際見本市会場で開催され、展示面積は日比谷公園会場の約3倍、展示小間面積も約2倍となった。また、同会場よりインドアショーとなる。
- 晴海会場の時代は自家用車での来場が禁止されていたが、晴海通りは来場者の車で連日大渋滞した。違法駐車が続出したため、会場周辺を一方通行にすると共に、日の出桟橋から晴海埠頭まで水上バスによる海上輸送を行った。
- 第26回は展示車両数1,032台と歴代最多を記録した。また海外からの出品も40社、229台に達した。
- 第28回からは千葉市の幕張メッセで開催された[12][13]。幕張メッセは東洋一の規模のコンベンション施設として1989年10月9日に開業し[31]、第28回東京モーターショーは同施設のこけら落しだった[要出典]。
- 第39回は、混雑緩和のため週末を3回組み入れることとなり、会期は17日間[注釈 1]に延長された。開催期間の長さは2004年のパリサロンの16日間を上回り、主要な国際モーターショーとして世界最長となった。なお10月22日・23日には、隣接する千葉マリンスタジアムでプロ野球の日本シリーズが開催されている。
- 第41回は、リーマン・ショックの影響で、商用車メーカーや海外の有名メーカーが出展をとり止めたため、第40回に比べて展示面積は約半分、会期は4日間短縮され、来場者は約80万人減となった。当時の状況について佐崎愛里は「時代は贅沢なスポーツカーよりもエコカーだなという印象だった」と述懐している[7]。
- 第42回からは、東京国際展示場で開催されている。2011年の第42回は同施設の前身である晴海会場以来24年ぶりの東京開催となった。
- 第43回は、隣接するお台場で日本自動車工業会主催による、お台場モーターフェスをモーターショー開幕前週の週末と期間中に開催された。
- 第44回からは、障害者手帳所持者と同伴1名が入場料無料となった。
- 第46回は、海外自動車メーカーの出展がメルセデス・ベンツ、ルノー、BMWアルピナのみとなり、2020年東京オリンピックの開催準備に伴い、東京ビッグサイト東展示棟が使用できないため、同西・南展示棟と青海仮設展示場の2会場で開催されたほか、近隣施設の東京ファッションタウンビル横駐車場とMEGA WEBでも展示を実施、さらに有明地区とお台場・青海地区を結ぶシンボルプロムナード公園センタープロムナードを「OPEN ROAD」と銘打って、無料の展示や各種イベントが開催された。またMEGA WEBではeモータースポーツ会場が設けられ、国際自動車連盟（FIA）認定グランツーリスモ チャンピオンシップ 2019 東京大会が開催された[32]。

## 地方見本市
東京モーターショー終了後、展示内容の一部を持ち回る形で、日本国内で以下のショーが開催される。
- 名古屋モーターショー - 1979年開始
- 九州モーターショー → 福岡モーターショー - 1989年開始[33]
- 仙台モーターショー → 東北モーターショーin仙台 - 1993年開始
- 大阪モーターショー - 1999年開始
- 札幌モーターショー - 2012年開始